# Ceriale
Ceriale là một đô thị ở tỉnh Savona ở vùng Liguria của Ý, có khoảng cách khoảng 70 km về phía tây nam của Genoa và khoảng 30 km về phía tây nam của Savona. Tại thời điểm ngày 31 tháng 12 năm 2004, đô thị này có dân số 5.765 người và diện tích là 11,2 km².
Đô thị Ceriale có các frazione (đơn vị cấp dưới) Peagna.
Ceriale giáp các đô thị: Albenga, Balestrino, Borghetto Santo Spirito, Cisano sul Neva, và Toirano.